# Häver
Häver ist ein rund 1900 Einwohner (Stand 31. Dezember 2009)  zählender Ortsteil der im Nordosten Nordrhein-Westfalens gelegenen Gemeinde Kirchlengern.
Bis zur Franzosenzeit gehörte die Bauerschaft Häver zur Vogtei Quernheim im Amt Reineberg des Fürstentums Minden. Von 1807 bis 1810 gehörte Häver zum napoleonischen Satellitenstaat Königreich Westphalen, in dem der Ort zum Kanton Reineberg gehörte. Von 1811 bis 1813 gehörte der Ort unmittelbar zu Frankreich und war dort Teil der Mairie Kirchlengern im Arrondissement Minden des Departements der Oberen Ems. 1816 kam Häver zum Kreis Bünde und seit 1832 gehörte der Ort zum Kreis Herford. Dort bildete Häver bis 1919 eine Gemeinde im Amt Mennighüffen und anschließend bis 1969 im Amt Kirchlengern. Häver wurde im Rahmen der kommunalen Gebietsreform zum 1. Januar 1969 mit weiteren Gemeinden zur neuen Gemeinde Kirchlengern zusammengeschlossen.
Häver teilt sich in zwei Siedlungsbereiche auf. Der alte historische Ortskern an der Häverstraße zeigt ein überwiegend durch bäuerliche Hofbebauung geprägtes Bild. Wenige hundert Meter südlich ist ab den 1950er Jahren eine geschlossene Siedlungsbebauung zwischen Hüllerstraße, Häverstraße und Luisenstraße entstanden. Dort befinden sich auch Einrichtungen zur Nahversorgung, Häver verfügte bis 2016 über eine eigene Grundschule.

## Feuerwehrmuseum
Auf dem Gelände Häverstraße 188 unterhält der Förderverein Feuerwehrmuseum Kirchlengern eine Ausstellung. Hier werden in gut gegliederten Abteilungen unterschiedliche Uniformen, Arbeitsgeräte und Fahrzeuge gezeigt. Alle ausgestellten Fahrzeuge und Drehleitern sind einsatzbereit. Das Museum ist an jedem ersten und letzten Sonntag des Monats von 11.00 bis 17.00 Uhr geöffnet.
In diesem Museum werden auch die Fahrzeuge und Geräte des Vereins zur Erhaltung historischer Feuerwehrfahrzeuge Bückeburg als Exponate gezeigt.

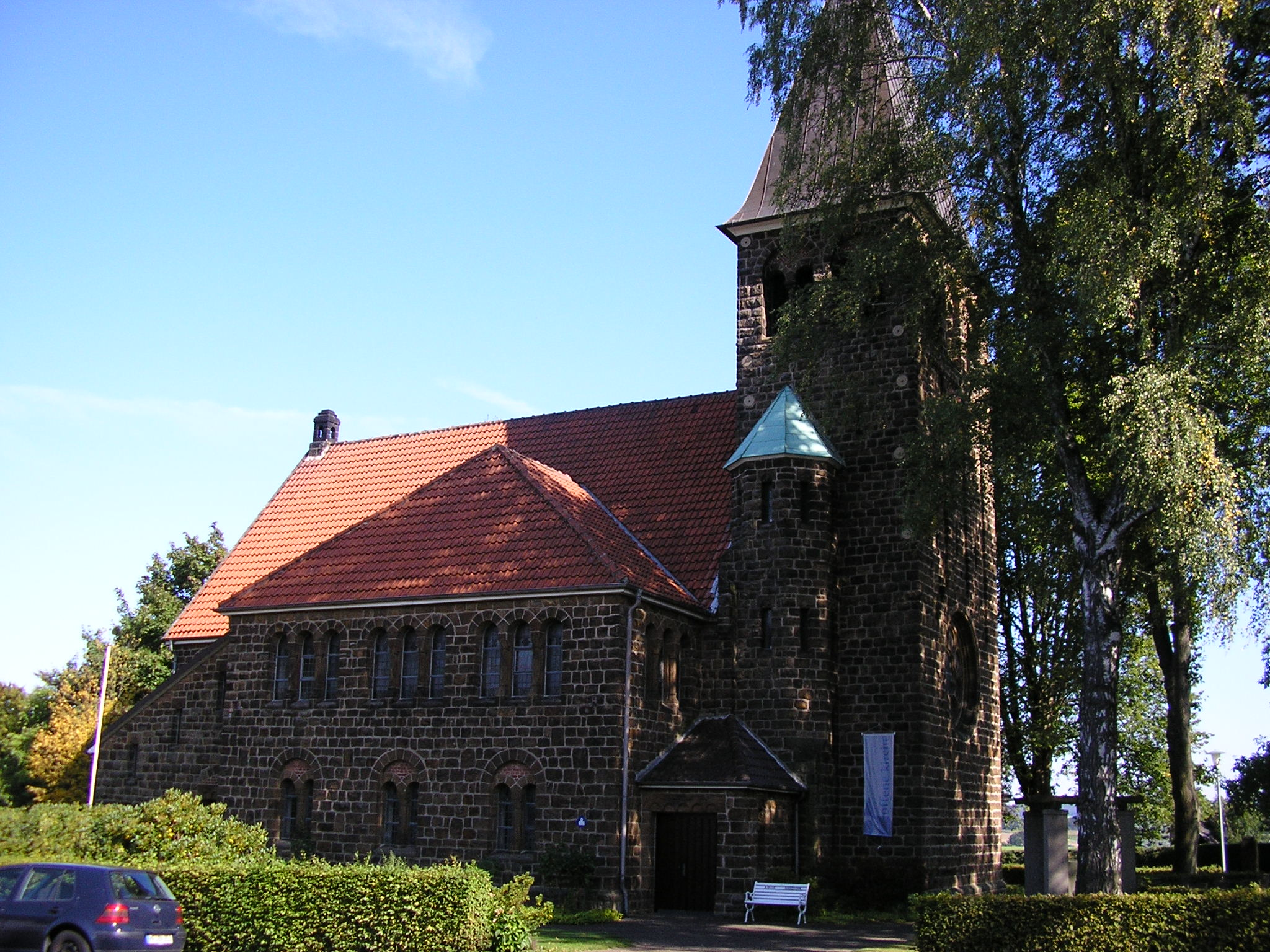
Evangelische Kirche Hagedorn
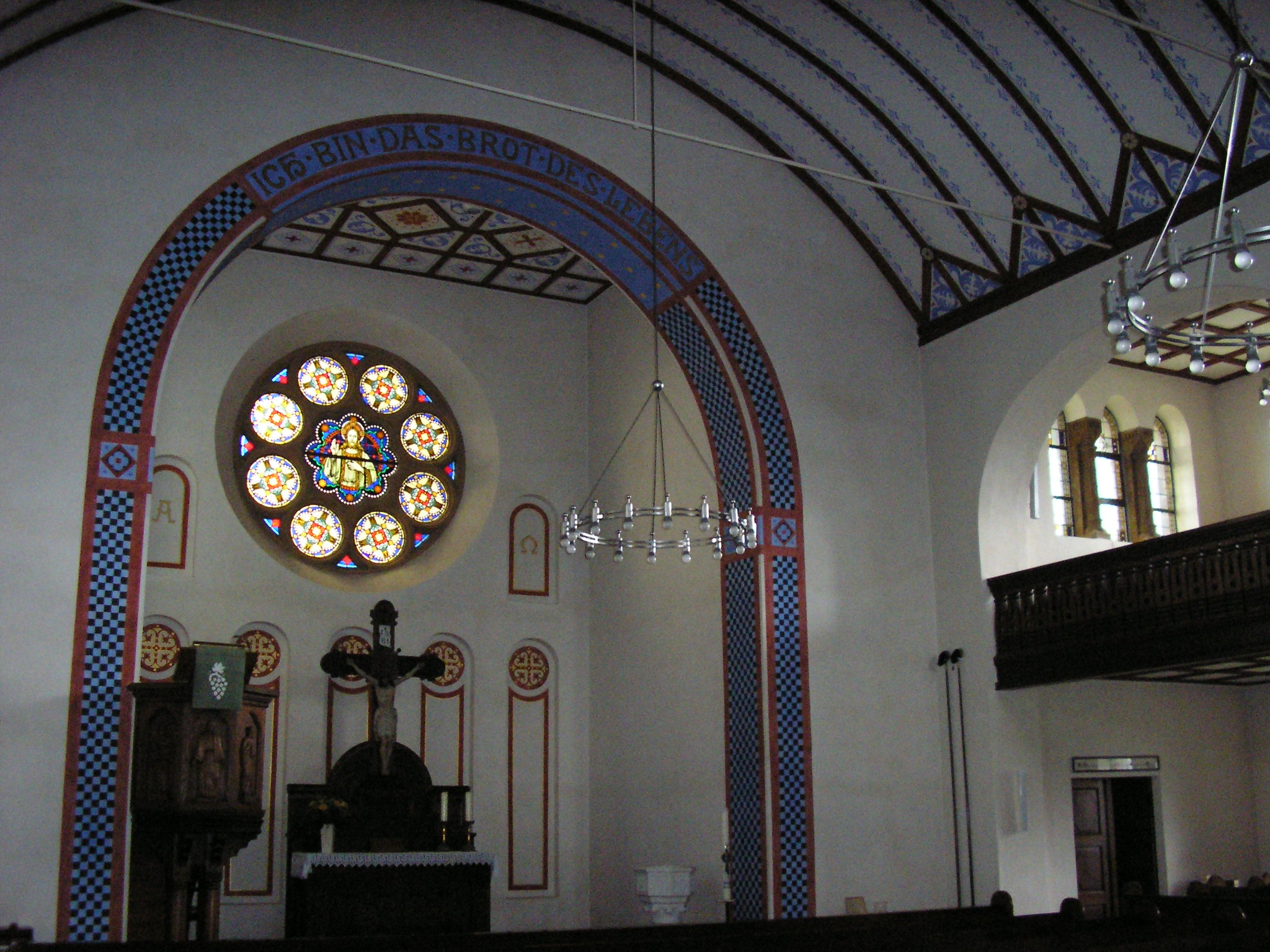
Evangelische Kirche Hagedorn, Blick zum Chorraum der Neuromanischen Kirche